# ايست بروتون (كيبك)
ايست بروتون (بالإنجليزية: East Broughton, Quebec)‏ هي بلدية محلية في كيبيك تقع في كندا في Les Appalaches Regional County Municipality. يقدر عدد سكانها بـ 2,229 نسمة ومساحتها 8.90 كم2 .